# Hobo
La Hobo és una font de pal sec que pertany a la família tipogràfica que es caracteritza per no tenir traços rectes ni descendents. Va ser creada per Morris Fuller Benton el 1910. Aquesta font se sol trobar a les interfícies de Mac. No és utilitzada habitualment en textos degut a la seva baixa llegibilitat; en canvi, és utilitzada freqüentment en publicitat i sobretot en casos en el que es vol sortir de la normalitat.

## Descripció Hobo

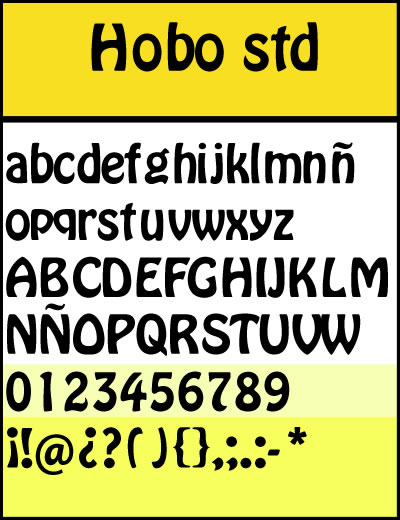
Hobo std.

Les principals característiques de la lletra Hobo són les següents:
- Contrast pobre i gradual entre les traçats gruixuts i prims
- Modulació obliqua
- Filet oblic de la 'e' de caixa baixa
- Lletres de caixa baixa presenten ascendents obliqües i traçades terminals
- Traçades terminals gruixudes i inclinades
- L'espaiat de les lletres és ampli
- Pes i color intens a la seva aparença general
- Les lletres ascendents tenen la mateixa alçada que les majúscules (caixa alta) i les descendents que les minúscules (caixa baixa).

A d t S s p q a